# Brooklyn station terminus cosmos
Brooklyn station terminus cosmos est un album de bande dessinée dans la série Valérian, écrite par Pierre Christin et dessinée par Jean-Claude Mézières. Il termine l'aventure commencée avec Métro Chatelet direction Cassiopée.

## Résumé
Sur Zomuk, Laureline est enfin parvenue à localiser l'origine des monstres qui ont fait irruption dans la France du XXe siècle. 
Pendant ce temps-là, après quelques déboires, Valérian se retrouve aux prises avec une créature de rêve travaillant pour W.A.A.M.; la bataille ne le laisse pas sans séquelles, et lui vaut à demi-mot une scène de ménage à travers le temps. Les multinationales  Bellson & Gambler et W.A.A.M. ne comprennent pas plus la situation et ce petit monde se retrouve à Beaubourg où Valérian détruit le dernier monstre, celui lié à l'air. 
Peu après lui et M. Albert prennent l'avion pour New-York où ils sont accueillis par Schlomo Meilshem, un spécialiste du paranormal. Alors qu'ils assistent au retour des quatre monstres à Brooklyn en compagnie de Jérémiah Bellson, Laureline a retrouvé leurs instigateurs dans la ceinture d'Elsinn, les pirates Crocbattler et Rackalust. Ceux-ci sont en affaire avec des complotistes de la planète Rubanis. La puissante civilisation d'Hypsis tirant les ficelles en sous-main.
Laureline se propose comme trophée dans un duel entre Crocbattler et Rackalust. Ils s'entretuent et elle détruit les quatre cubes renfermant les monstres. Leur mission finie, Valérian rejoint le relais de la statue de la liberté pour retourner dans le futur.